# Ernst Venus
Ernst Walther Venus (* 22. Juli 1880 in Gießen; † 22. Juli 1971 in Bad Krozingen) war ein deutscher Verwaltungsjurist und sächsischer Kommunalbeamter. Er war von 1928 bis 1944 Amtshauptmann bzw. Landrat der Amtshauptmannschaft bzw. des Landkreises Dresden.
Der Sohn eines höheren Postbeamten wuchs in Radebeul auf und besuchte das Königliche Gymnasium in Dresden-Neustadt. Von 1899 bis 1902 studierte Venus an der Universität Leipzig Rechts- und Staatswissenschaften, bestand 1902/03 das Referendarexamen und wurde zum Dr. jur. promoviert. 1905–1906 war er Berichterstatter der „Sächsischen Staatszeitung“ im Sächsischen Landtag, von 1906 bis 1911 als Assessor bei verschiedenen sächsischen Amtshauptmannschaften beschäftigt. 1912 war er am Institut für Gemeinwohl in Frankfurt am Main tätig, 1913 kehrte er nach Sachsen zurück und wurde „Hilfsarbeiter“ im Innenministerium.
Nach der Novemberrevolution war Venus im Freistaat Sachsen Amtshauptmann von Stollberg (1919–1926), Annaberg (1926–1928) und Dresden (1928–1938). In der NS-Zeit wurden die sächsischen Amtshauptmannschaften in Landkreise umbenannt und Venus war bis zu seiner Entlassung aus dem Staatsdienst 1944 Landrat in Dresden. Er war Vorsitzender des Verbandes der Sächsischen Bezirksverbände bzw. im Sächsischen Landkreistag, Vorstandsmitglied im Deutschen Landkreistag und ab 1932 Aufsichtsratsmitglied der Kreditanstalt Sächsischer Gemeinden. Venus’ Interesse für Kunst, Musik, Theater und Sport zeigte sich in seinem Einsatz für die Sächsische Landesbühne, einem an verschiedenen Orten Sachsens auftretenden Wandertheater, und seiner Mitgliedschaft im Landesbeirat für Leibesübungen.

## Veröffentlichungen
- Ernst Venus: Amtshauptmann in Sachsen. Erinnerungen des letzten Dresdener Amtshauptmannes und Landrats. (Veröffentlichungen des Vereins für Geschichte der deutschen Landkreise e. V. 14), Bonn 1970.